# Dubliner Whiskeybrand

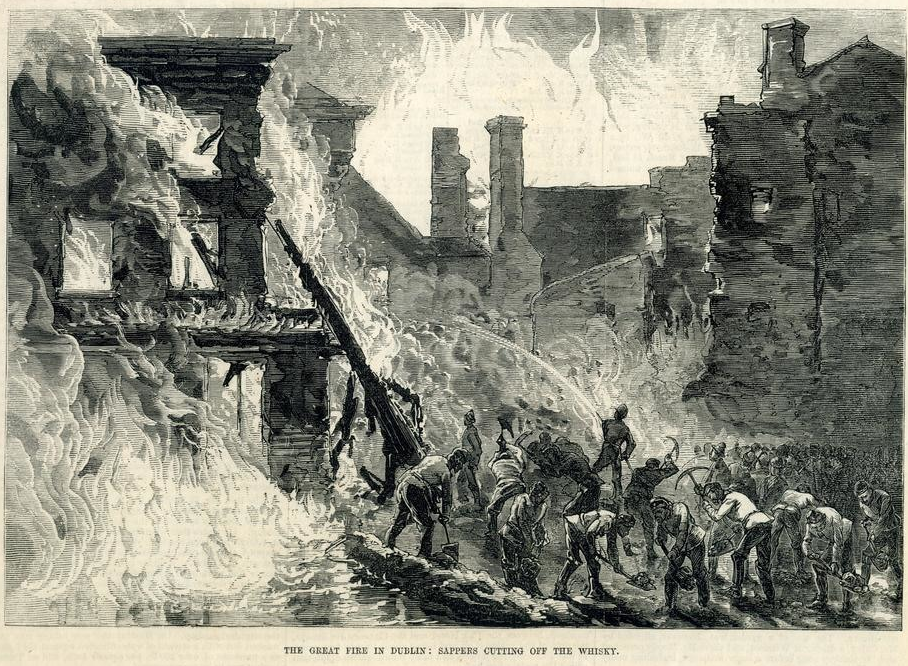
Darstellung des Brandes, um 1875

Der Dubliner Whiskeybrand war eine Brandkatastrophe am 18. Juni 1875 im Dubliner Stadtteil The Liberties, die eine Nacht dauerte und 13 Menschen das Leben kostete.
Der Sachschaden wurde alleine beim Whiskey inflationsbereinigt auf 6 Millionen Euro beziffert. Keiner der Todesfälle war Folge einer direkten Einwirkung des Brandes. Vielmehr wurde bei allen Verstorbenen Alkoholvergiftungen nach übermäßigem Trinken des unverdünnten Whiskeys als Todesursache angenommen. Der in den Fässern gelagerte Whiskey war in Fassstärke und hatte einen viel höheren Alkoholgehalt als jener, der auf Trinkstärke verdünnt im Einzelhandel in Flaschen angeboten wurde.

## Verlauf
Es wird angenommen, dass der Brand im Steuerlager von Laurence Malone an der Ecke der Ardee Street ausbrach, in dem 5.000 Hogshead-Fässer mit zusammen 262.500 Imp.gal., etwa 1.193.349 l, Whiskey im damaligen Wert von 54.000 ir£ lagerten. Die genaue Brandursache konnte nicht ermittelt werden und es wird angenommen, dass das Feuer zwischen 16:35 Uhr, nach der letzten Kontrolle des Lagerhauses und Auslösung des Alarms um 20:30 Uhr ausbrach. Aufgrund der großen Hitze im Lagerhaus platzten gegen 21:30 Uhr die ersten Fässer und ein Schwall Whiskey ergoss sich aus Türen und Fenstern des brennenden Gebäudes. Der austretende brennende Whiskey lief in einem 15 cm tiefen Strom die Cork Street entlang, bog in die Ardee Street ein, erfasste ein Haus in der Chamber Street und setzte sich dann weiter durch die Mill Street fort, wo er rasch eine Reihe kleiner Häuser zerstörte und sogar die Straße The Coombe erreichte.
Die Anwohner wurden durch lautes Quieken von Schweinen aus den in Brand geratenen Ställen alarmiert, was zu der ungewöhnlich schnellen Evakuierung beigetragen haben soll, die später von Mitgliedern der Rettungsdienste und dem damaligen Oberbürgermeister von Dublin, Peter Paul McSwiney, gelobt wurde. Er wird mit den Worten zitiert: „Die Zeit, die während des Fortschreitens des Feuers an einigen Stellen zur Flucht zur Verfügung stand, war so kurz, dass ich befürchtete, dass einige Menschen in den Dachböden und Kellern des Viertels in Gefahr sein könnten. Doch auf Nachfrage erfuhr ich mit Freude, dass bei der großen Feuersbrunst kein Mensch ums Leben kam.“ Während der Evakuierung versammelten sich viele Menschen an den Whiskey-Strömen, die mit allen verfügbaren Gefäßen wie Kappen, Schalen und anderen Gefäßen die brennende Flüssigkeit aufsammelten und tranken, was zu 24 Krankenhausaufenthalten aufgrund von Alkoholvergiftungen und 13 Todesfällen führte.